# Wild Germany
Wild Germany ist ein Reportage-Format mit dem freien Journalisten Manuel Möglich auf dem ZDF-Spartensender ZDFneo.
Das Konzept der Sendung zeigt den meisten Zuschauern weitgehend unbekannte soziale Gruppen oder Phänomene in Deutschland.
Im Juni 2021 ist Wild Germany als Spotify Original Podcast erschienen.

## Folgen
| Staffel | Folge | Titel                     | Thema                                                                              | Erstausstrahlung  |
| ------- | ----- | ------------------------- | ---------------------------------------------------------------------------------- | ----------------- |
| 1       | 1     | Bugchasing                | Männer, die sich willentlich mit HIV anstecken lassen, siehe Pozzen                | 12. Februar 2011  |
| 1       | 2     | Crystal Meth              | Crystal Meth-Konsum in Oberfranken                                                 | 19. Februar 2011  |
| 1       | 3     | Metal                     | Die Metal-Szene                                                                    | 26. Februar 2011  |
| 1       | 4     | Satanismus                | Verschiedene Formen von Satanismus in Deutschland                                  | 5. März 2011      |
| 1       | 5     | Porno                     | Der Trend von Porno-Industrie zu Privat-Produktionen                               | 12. März 2011     |
| 1       | 6     | Islamischer Rap           | Vereinbarkeit oder Unvereinbarkeit von Islam und Rap-Kultur                        | 19. März 2011     |
| 2       | 7     | Deutschland im Krieg      | Nachwirkungen von Kriegseinsätzen bei (ehemaligen) Bundeswehr-Soldaten             | 12. November 2011 |
| 2       | 8     | Bodybuilding              | Die Bodybuilding-Szene und Doping                                                  | 19. November 2011 |
| 2       | 9     | Hacker                    | Die Hacker-Szene, Chaos Computer Club, Anonymous                                   | 26. November 2011 |
| 2       | 10    | Ultras                    | Ultra-Fangemeinden von Fußballvereinen                                             | 3. Dezember 2011  |
| 2       | 11    | Body Modifications (BIID) | Dauerhafte Veränderungen des eigenen Körpers, wie Tattoos, Piercings etc. und BIID | 10. Dezember 2011 |
| 2       | 12    | NVA                       | Militär-Rollenspieler (Nationale Volksarmee)                                       | 17. Dezember 2011 |
| 3       | 13    | Reeperbahn                | Veränderung der Reeperbahn in den letzten 30 Jahren                                | 12. Juli 2012     |
| 3       | 14    | Sicherheit und Freiheit   | Lage der Sicherheitsverwahrten in Deutschland                                      | 19. Juli 2012     |
| 3       | 15    | Deutsche Reichsregierung  | Anhänger der Reichsbürgerbewegung                                                  | 26. Juli 2012     |
| 3       | 16    | Schlager                  | Schlager-Musik                                                                     | 2. August 2012    |
| 3       | 17    | Illegal in Deutschland    | In Deutschland lebende Leute ohne Aufenthaltsgenehmigung                           | 9. August 2012    |
| 3       | 18    | Dogging                   | Sexualpraktik Dogging                                                              | 16. August 2012   |
| 4       | 19    | Schamanismus              | Schamanismus                                                                       | 14. Februar 2013  |
| 4       | 20    | Pädophilie                | Pädophilie                                                                         | 21. Februar 2013  |
| 4       | 21    | Live Action Role Play     | Live Action Role Playing                                                           | 28. Februar 2013  |
| 4       | 22    | Waffen                    | Waffe                                                                              | 7. März 2013      |
| 4       | 23    | Alltagsdrogen             | Volksdroge                                                                         | 14. März 2013     |
| 4       | 24    | Furry & Fetisch           | Furry und sexueller Fetisch (Petplay)                                              | 21. März 2013     |

## Auszeichnungen
Wild Germany wurde 2011 für den deutschen Fernsehpreis in der Kategorie „Beste Reportage“ nominiert.